# Prosperità senza crescita
Prosperità senza crescita (titolo originale Prosperity Without Growth) è un saggio dell'economista Tim Jackson, la cui edizione originale è stata pubblicata nel 2009 e tradotta in italiano nel 2011.

## Contenuti
Prosperity Without Growth fu in origine pubblicato come una relazione dalla Sustainable Development Commission (SDC) un ente consultivo del Governo del Regno Unito. In seguito fu interamente rivisto dall'autore che lo pubblicò come libro a sé stante per Earthscan.
Il libro si occupa delle problematiche relative alla sostenibilità globale di politiche economiche che perseguano obiettivi di sviluppo economico orientate alla crescita economica a ogni costo. Il saggio delinea inoltre una prospettiva di sviluppo sostenibile.

## Edizione italiana
Il volume è stato tradotto in italiano nel 2011, per Edizioni Ambiente, nella collana Saggi, con il titolo di Prosperità senza crescita. Economia per il pianeta reale, con prefazioni di Carlo Petrini, Herman Daly e Bill McKibben, traduzione  di Michelle Nebiolo. ISBN 978 88 96238 87 5